# Fandango fronterizo
El Fandango fronterizo es un evento anual que reúne, en la frontera Tijuana-San Diego, a músicos y bailarines de son jarocho de México y Estados Unidos.  El Fandango se realiza en el Friendship Park (Estados Unidos) y en el Faro de Playas (México) como un acto simbólico en donde "la música, el baile, la tradición y la amistad desafía la frontera" En el acto se instalan dos tarimas dividas por una reja de cuatro metros de alto en medio de dos países, del lado de los Estados Unidos, la fiesta se encuentra en constante vigilancia por parte de los agentes de la Broder Patrol, la policía de seguridad fronteriza.
La actividad es realizada, desde 2007, por colectivos defensores de los derechos de los migrantes con el propósito de visibilizar la situación de las personas migrantes y difundir sus inconformidades hacia las fronteras. En 2015 se abordó el tema en el ciclo de conferencias en el Tercer encuentro de son jarocho en el Cenart.
En 2016 se realizó en el mes de mayo, organizado por El Colegio de la Frontera Norte (en coordinación con Artivist Entertainment) y según el diario norteamericano The New York Times participaron 60 músicos y bailarines. La iniciativa se ha replicado en diversas ciudades de México, este mismo año, en Veracruz, el Fandango estuvo dedicado a Las Patronas por el esfuerzo voluntario de dar alimentos y asistencia a migrantes en su paso por Veracruz (principalmente en las vías del tren La Bestia).